# 深島
深島（ふかしま）は、大分県佐伯市蒲江大字蒲江浦にある島。蒲江港から約9km南にある、大分県の最南端に位置する島である。

## 地理
面積1.10km2、周囲4.0km、人口は19人（2019年6月時点）。全域が日豊海岸国定公園に指定されている。
南部と北部の2つの島が中央の砂州で結ばれ、全体としてひょうたん形をしている。集落は島の中央のくびれた部分にある。

## 自然
国の天然記念物であるカラスバトが生息している。また、天然記念物であるムラサキオカヤドカリの大分県内で唯一の生息地でもある。コベソマイマイの亜種であるフカシマコベソマイマイは、この島と宮崎県の島浦島だけに生息しており、環境省レッドリスト2019で準絶滅危惧（NT）に指定されている。
北方約7kmにある屋形島との間にはサンゴ礁が発達しており、島の沿岸部2箇所が海中公園に指定されている。
人口を大幅に上回る約100匹の猫が住んでおり、近年「猫の島」として知名度が高まっている。これらの猫には住民が名前を付けて餌やり等の世話をしている。その費用を捻出するために、佐伯市観光協会では2019年に島内の猫81匹の名前や写真を紹介する『深島ねこ図鑑』を作成・販売している。島には犬を飼ってはならないという言い伝えがあり、猫が増えたのはそのためであるとも考えられている

## 産業
観光
ダイビングのメッカとして有名。近年、磯遊び、シュノーケリング、シーカヤックの名所にもなっている。メジナ（クロ、尾長などと呼ばれる）、ハマチ、ブリ、イサキなどの磯釣りのポイントとしても知られる。
宿泊施設
島にはでぃーぷまりんの運営するinnえびすねこという宿がある。島の集会所にも宿泊が可能。
飲食店
でぃーぷまりんの運営するcafeむぎが唯一の飲食店。
みそ製造業
深島みそという、伝統的な製法で製造される麦味噌が名産である。
深島みそは1990年代に島の婦人部が生産、販売を開始した。2014年に婦人部の孫が引き継ぎ、現在はでぃーぷまりんが生産及び販売をしている。

## 教育
- 佐伯市立深島中学校（1995年より休校）
- 佐伯市立蒲江翔南小学校深島分校（2004年より休校） しばらく島には子どもはいなかったが2016年におよそ20年ぶりとなるこどもが誕生し、2023年度より蒲江湘南学園に定期船で通学している。

## 交通

### 定期航路
- 蒲江港 - 屋形島 - 深島

蒲江港から屋形島経由で定期船「えばあぐりいん」が就航している。所要時間は約32分で、1日3往復が運航されている。1980年開設。蒲江交通により運航されていたが、その撤退を受け2022年10月1日から佐伯市が運航している